# Mount Stinear
Der Mount Stinear ist ein markanter, 1950 m (nach australischen Angaben 2010 m) hoher und felsiger Berggipfel, der aus einem großen Massiv im ostantarktischen Mac-Robertson-Land aufragt. In den Prince Charles Mountains steht er östlich des Mount Rymill an der Einmündung des Fisher-Gletschers in den Lambert-Gletscher.
Kartiert wurde der Berg anhand von Luftaufnahmen, die 1956 im Rahmen der Australian National Antarctic Research Expeditions (ANARE) entstanden. Ein erster Besuch folgte 1957 durch eine Mannschaft dieser Expeditionsreihe unter der Leitung des neuseeländischen Geologen Bruce Harry Stinear (1913–2003), nach dem der Berg auch benannt ist.